# 司寇惠子
司寇惠子（?—?），即惠叔蘭，名蘭，是卫灵公的孙子，公子郢的儿子，公孙弥牟的兄弟。
司寇惠子去世的时候，子游穿着麻衰、牡麻绖为吊丧，以讥讽司寇惠子废嫡立庶，公孙弥牟开始不明白，一再劝说子游服重孝，不敢当。后来明白了，扶惠叔蘭之子虎上嫡子主丧之位。